# Пироколлодийный порох
Пироколлодийный порох — вид нитроцеллюлозного пороха, в состав которого входит хорошо растворимая нитроклетчатка и собственно растворитель, дополнительными компонентами являются различные присадки, предназначенные для стабилизации газообразования. 
Название «пироколлодийный» дал этому пороху его создатель Д. И. Менделеев по полученному 23 января 1891 года и названному им же виду нитроклетчатки — «пироколлодий» («пиро-» — огонь, «коллодий» —  клей).

## История создания
История первого бездымного пороха в России связана с именем Дмитрия Ивановича Менделеева. 
Д. Менделееву полученных 2-х граммов пироксилинового пороха во Франции, у Арну и Э. Сарро, в Центральной пороховой лаборатории, оказалось достаточно для того, чтобы установить его состав и свойства: 
1) используется смесь высоко- и низконитрованного пироксилина; 
2) 1 г смеси выделяет около 200 см³ окиси азота; 
3) с целью желатинизации применяется смесь эфира и спирта в пропорции 2:1. 
При этом, этот порох не мог быть использован в орудиях большого калибра.
По рабочим тетрадям 1890 года, озаглавленным «Порох», можно понять, что учёный стремился получить химически однородный продукт, в отличие от зарубежных: французского — смеси двух нитроклетчаток разной степени нитрации, и английского — смеси нитроклетчатки и нитроглицерина. 
В первых же опытах он установил, что при определённых условиях возможно получение стойкого однородного продукта, хорошо растворяющегося в смеси спирта и эфира.
Особое внимание Менделеев уделил составу нитрующей смеси: раствору серной и азотной кислоты. Он изменял состав и концентрации кислот, — время и температуру нитрации, испытывал различные материалы (бумагу, хлопок). 
К декабрю 1890 года он получил полностью растворимую нитроклетчатку. 23 января 1891 — наилучший конечный продукт — пироколлодий.
В конце жизни, в 1906 году, Менделеев так весьма лаконично описывает состав пироколлодия:

Секрет мой. Суть дела при получении пироколлодия: количество разбавляющей воды должно быть равно количеству воды гидратной. Например:
H2SO4 + 2HNO3 + 2H2O, 2H2SO4 + 2HNO3 + 3H2O, H2SO4 + 2HNO3 + (n+m) H2O
дадут одинаковый пироколлодий, если взять в большом избытке относительно клетчатки.

Хронология
Несмотря на существующие версии, в той или иной форме излагающие обстоятельства получения пироколлодийного пороха, документальные сведения говорят о следующем:

### 1890
- 20 мая — управляющий Морским министерством вице-адмирал Н. М. Чихачёв предложил «послужить научной постановке русского порохового дела», на что Менделеев ответил письмом, в котором, выражая согласие, указал на потребность заграничной командировки с И. М. Чельцовым и Л. Г. Федотовым и организации лаборатории по изучению взрывчатых веществ; 5 июня посетил Чихачёва для консультаций по поводу предстоящей командировки.
- 7 июня вечером с указанными специалистами в области взрывчатых веществ отбыл из Кронштадта пароходом в Лондон.
- 14 июня — прибыли в Лондон;
- 15—25 июля — встречался с Ф. Абелем (председатель Комитета по взрывчатым веществам, открывший кордит), Дж. Дьюаром (член этого комитета, соавтор кордита), У. Рамзаем, У. Андерсоном, А. Тилло и Л. Мондом; в лаборатории У. Рамзая имел встречу с Р. Юнгом, Дж. Стоксом и Э. Франкландом.
- 21 июня — посетил завод скорострельного оружия и пороха Норденфельда-Максима, где сам производил испытание пороха.
- 22 июня — посетил с Чельцовым Вульвичский арсенал, где наблюдал сгорание различных взрывчатых веществ (после посещения полигона Менделеев отмечает в записной книжке: «Бездымный порох: пироксилин+нитроглицерин+касторовое масло; тянут, режут чешуйки и проволочные столбики. Дали образцы…»); от Л. Монда получил кредит.
- 27 июня — посетил русского посла в Лондоне; отправил сообщение Н. М. Чихачёву о производстве взрывчатых веществ; в 11 вечера прибыл в Париж.
- 30 июня — посетил учёных А. Готье и Э. Сарро (директор Центральной пороховой лаборатории Франции).
- 3—14 июля — встречался с Л. Пастером, П. Лекоком де Буабодраном, А. Муассаном, А. Ле Шателье.
- 5 июля — вместе с Чельцовым встретился с М. Бертло.
- 6 июля — посетил Лувр; обратился к Военному министру Франции Ш. Л. Фрейсинье за разрешением посетить заводы взрывчатых веществ.
- 9 июля — Сарро известил Менделеева о согласии на посещение своей лаборатории.
- 10 июля — присутствие на испытании пороха в лаборатории Э. Сарро.
- 11 июля — посетил Военного министра Ш. Л. Фрейсинье.
- 12 июля — получил образец пороха «для личного пользования» у Арну[кто?] и Э. Сарро (2 г).
- 14 июля — посетил русского посла А. П. Моренгейма.
- 15 июля — выехал из Парижа.
- 17 июля — прибыл в Санкт-Петербург.
- 19 июля — написал отчёт для Морского министерства о командировке по вопросам пороходелия.
- 16 октября — докладная записка Д. И. Менделеева, И. М. Чельцова и Л. Г. Федотова Н. М. Чихачёву «О бездымном порохе» с анализом состояния порохового дела за границей и программой «применения полученных сведений в России».
- 27 октября — Менделеев назначен консультантом при Морском министерстве по вопросам пороходелия.
- Октябрь — исследовал нитрование целлюлозы в университетской лаборатории; в тетрадь «Порох» внёс данные о производстве пироксилина и пороха в России, описаны опыты в университетской лаборатории.
- 3 ноября — на Охтинском пороховом заводе присутствовал при испытании бездымного пороха на различных типах оружия.
- 6 ноября — на Охтинский завод направил запрос, относительно технологии бездымного пороха.
- 27 ноября — пишет Военному министру П. С. Ванновскому, предлагая включить в работу организаций, связанных с пороходелием, химиков — специалистов по взрывчатым веществам — Л. Н. Шишкова, Н. П. Фёдорова и Г. А. Забудского.
- Ноябрь — в рабочие тетради («Охтинский завод», «Сырьё», «Порох») внёс сведения об испытаниях пороха, о различных видах его, и расчёты нитрационных смесей.
- Декабрь — в университетской лаборатории получена растворимая нитроклетчатка; секретная записка Менделеева П. Ванновскому «Об экономических условиях приготовления принятого для перевооружения армии бездымным порохом».

### 1891
- 1—14 января — запись в рабочей тетради о распределении воды в смесях растворов серной и азотной кислот при подборе нитрующих смесей; проводил опыты, в поисках оптимального состава нитрующей смеси для получения гомогенного вещества.
- 16 января — начал запись расчётов зависимости плотности растворов серной кислоты от концентрации и температуры по новым литературным сведениям.
- 23 января — получил нитроклетчатку, которая «растворяется, как сахар», и назвал её пироколлодием.
- 23—29 января — занимался исследованием процессов нитрования ваты, пряжи, клетчатки, хлопка, бумаги и других материалов.
- 15 февраля — ввиду начала применения бездымного пороха написал две докладные записки председателю Артиллерийского комитета Военного министерства Л. П. Софиано: «Сообщения, касающиеся Главной артиллерийской лаборатории взрывчатых веществ» и «Соображения по „внутренней баллистике ружья“».
- 25 февраля — на заседании Артиллерийского комитета сделал сообщение о кордите — бездымном порохе, изобретённом Ф. Абелем и Дж. Дьюаром; написал докладную записку министру финансов И. А. Вышнеградскому «О таможенной пошлине на серу и серный колчедан».
- 8—9 марта читал лекции о бездымном порохе в Морском собрании Кронштадта.
- 14 июня — Государственным советом учреждены положения о штате Научно-технической лаборатории Морского министерства для исследования пороха и взрывчатых веществ.
- 24 июня — написал письмо в Главное артиллерийское управление в ответ на сообщение генерала Н. П. Федотова об устройстве завода по производству нитроглицерина.
- 8 августа — Торжественное открытие и освящение Научно-технической лаборатории Морского министерства для исследований пороха и взрывчатых веществ с участием управляющего Морским министерством Н. М. Чихачёва, управляющего Морским техническим комитетом К. П. Пилкина, начальника порта В. П. Верховского и членов технического комитета и чинов Артиллерийского комитета.
- 14 августа — Д. И. Менделеев и И. М. Чельцов представили в Морской комитет доклад о бездымном порохе.
- 14 декабря — в докладной записке Д. И. Менделеева и С. П. Вуколова на имя Н. М. Чихачёва сообщалось об окончании первого этапа изучения существующих бездымных порохов.
- 6—21 декабря — лаборант Ф. Ю. Ворожейкин дал отчёт по исследованиям изменения концентрации смеси серной и азотной кислот с открытой поверхностью испарения.

### 1892
- 5 февраля — доклад Д. И. Менделеева главному инспектору Морской артиллерии об устройстве заводской мастерской для приготовления бездымного пороха.
- 12—13 мая — Д. И. Менделеев записал различные составы пироколлодия.
- 9 и 12 июня — сообщил в Морское министерство о результатах испытаний пироколлодия.
- 28 сентября — Д. И. Менделеев дал ответ инспектору Морской артиллерии о стоимости бездымного пороха.
- 15 октября — докладная записка Н. М. Чихачёву о «пушечном порохе» и описание «пироколлодия».

### 1893
- Апрель — испытания пороха из пироколлодия
- 1 мая — составил план работ по промышленному производству бездымного пороха на химических предприятиях и произвёл расчёт стоимости производства.
- 5 мая — составил докладную записку Н. М. Чихачёву о способах снабжения русского флота пироколлодийным бездымным порохом.
- 3 июня — Д. И. Менделеев обратился с письмом в Морское министерство о поездке на завод П. К. Ушкова (близ Елабуги) и с просьбой о направлении туда сотрудников Научно-технической лаборатории Морского министерства.
- 5 июня — адмирал С. О Макаров телеграфирует Д. И. Менделееву об успешном испытании пироколлодийного пороха.
- 10 июня — письмо Д. И. Менделеева в Морское министерство на предмет подготовки поездки на химический завод П. К. Ушкова.
- 12 июня — сообщил в Морское министерство о подписании П. К. Ушковым заказа на изготовление на его заводе пробной партии пироколлодийного пороха.
- 15 июня — письмо в Морское министерство о перенесении сроков исполнения заказа компанией П. К. Ушкова; ответ С. О. Макарову на телеграмму от 5 июня.
- 22 июня — выехал в командировку в Елабугу.
- 30 июня — письмо сыну Владимиру с впечатлениями о строительстве цеха по производству пороха.
- Июнь — записка морскому министру «О бездымном пироколлодийном порохе».
- 10 июля — письмо Д. И. Менделеева в морское министерство о способах удешевления пироколлодия.
- 12 июля — письмо в Артиллерийское управление об изготовлении партии бездымного пороха на заводе П. К. Ушкова.
- 20 июля — письмо в Морское министерство о производстве пироколлодия и его использовании в сухопутных войсках.
- 29 июля — письмо химику П. П. Рубцову с советами относительно практики производства пироколлодия; письмо С. О. Макарову о необходимости организации пороховой мастерской.
- Начало августа — отъезд на завод П. К. Ушкова.
- 13—16 августа — записи в рабочей тетради о технологических испытаниях на заводе П. К. Ушкова.
- 20 августа — записка П. К. Ушкову о возможности производства 15 пудов пироколлодия в день.
- 21 августа — Д. И. Менделеев передал П. П. Рубцову заведование производством пироколлодия.
- 24 августа — письмо Д. И. Менделеева в Морское министерство с просьбой продления командировки П. П. Рубцова и Ф. Ю. Ворожейкина на завод П. К. Ушкова; отъезд Д. И. Менделеева с завода.
- 10 сентября — письмо председателю Технического комитета Морского министерства С. О. Макарову с просьбой пересылки Военному министру дополнений Д. И. Менделеева к своей докладной записке с изложением научных основ производства пироколлодийного пороха.
- 21 сентября — письмо П. П. Рубцову с указанием окончания опытов по пироколлодию.
- Сентябрь — письмо С. О. Макарову о передаче технологии пироколлодия сухопутным войскам.
- 3 октября — С. О. Макаров сообщил Д. И. Менделееву о просьбе Русского общества для выделки и продажи порохов ознакомиться с его пироколлодийным порохом.
- 6 октября — с И. М. Чельцовым обсуждал вопрос о передаче секрета пироколлодия Русскому обществу для выделки и продажи порохов; Д. И. Менделеев предложил «повременить» в целях секретности.
- 18 октября — письмо Д. И. Менделеева начальнику Охтинского порохового завода А. И. Струдзинскому о приоритете в разработке процесса обезвоживания пироксилина спиртом.
- 2 ноября — сообщение о доставке в Санкт-Петербург партии пироколлодия с химического завода П. К. Ушкова.
- 8 декабря — последние записи в рабочей тетради «Порох».

### 1894
- 20 января — Менделееву направлен «Журнал» Комиссии Охтинского завода для рассмотрения его докладной записки «О бездымном пироколлодийном порохе» (июнь 1893 года) — журнал отражает критические замечания относительно качеств и технических достоинств пироколлодийного пороха.
- Январь — Менделеев пишет статью «О бездымном порохе Морского ведомства»[2]
- 4 февраля — направил Чихачёву замечания по «Журналу» Охтинской комиссии (29 января).
- 5 февраля — Д. И. Менделеев изложил Н. М. Чихачёву свои соображения о результатах работы Охтинской комиссии, недооценившей качества пироколлодийного пороха и преуменьшившей роль учёного в его создании.
- 19 февраля — письмо С. О. Макарову о результатах работы Охтинской комиссии, и о целесообразности применения пироколлодийного пороха для укрепления обороноспособности России.
- 15 марта — письмо С. Макарова в Морское министерство о заслугах Д. И. Менделеева в деле создания пироколлодийного пороха по поводу заключения Охтинской комиссии.
- 18 марта — письмо Военному министру П. А. Ванновскому с просьбой о встрече для оценки результатов испытания пороха на ружьях нового образца и об отчёте по результатам изучения различных видов пороха.
- 21 июня — в Англии; посетил с Ф. И. Блюмбахом завод «Норденфельд—Максим».

### 1895
- 26 марта — письмо Н. М. Чихачёву о согласии П. С. Вановского напечатать «в особом издании» «Известия Морской научно-технической лаборатории» ряд статей Д. И. Менделеева о пироколлодийном порохе.
- Июнь — написал предисловие к статье «О пироколлодийном порохе» для «Морского сборника»[3]

Высокую оценку пироколлодийному пороху дал адмирал С. Макаров, главный инспектор артиллерии морского флота — «испытания 1893 года показали пригодность нового бездымного зелья для использования в орудиях всех калибров».
В силу своей удалённости от организаций аналогичного назначения, в частности от Охтинского порохового завода, Бондюжинское предприятие оказалось нерентабельным, кроме того, оно не было засекреченным — в том же году Менделеев предлагает преобразовать Морской пироксилиновый завод в Санкт-Петербурге под новую технологию, что требовало приобретения французского оборудования. Столкновение ведомственных интересов явилось основным препятствием — в ответ на предвзятый вердикт охтинской комиссии об идентичности пироксилина и пироколлодия, С. Макаров обращается в Морское министерство с обоснованием приоритета Менделеева, который в сложившейся ситуации вынужден в 1895 году отказаться от должности их консультанта.
Учёному удалось добиться разрешения публикации — в 1895—1896 годах «Морской сборник» печатает две его больших статьи по общим заголовком «О пироколлодийном бездымном порохе», где особо рассматривается химизм технологии и приводится реакция получения пироколлодия:

5C6H10O5 + 12HNO3 → C30H38(NO2)12O25 + 12H2O ,

характеризуется объём газов, выделяемых при его горении, последовательно и подробно рассматривается сырьё. Д. И. Менделеев скрупулёзно сравнивая по 12 параметрам пироколлодийный — с другими порохами, демонстрирует его неоспоримые достоинства, прежде всего — стабильность состава, гомогенность, отсутствие «следов детонации».

## Судьба пироколлодийного пороха Менделеева
Позднее, благодаря усилиям французского инженера Мессена, который был не кем иным, как экспертом Охтинского порохового завода, заинтересованным в использовании своей технологии пироксилина, была признана идентичность последнего результатам разработок Д. Менделеева. 
На тот час придавали мало значения отечественным изысканиям, и, вместо развития их, предпочитали покупать иностранные привилегии и патенты — право на «авторство» и производство пороха Менделеева присвоил себе в ту пору находившийся в Санкт-Петербурге младший лейтенант ВМФ САСШ Д. Бернаду (англ. John Baptiste Bernadou), «по совместительству» являвшийся сотрудником ONI (англ. Office of Naval Intelligence — Управление военно-морской разведки), раздобывший рецептуру, и, никогда ранее не занимаясь этим, вдруг с 1898 года «увлёкшийся разработкой» бездымного пороха, а в 1900 году получивший патент на «Коллоидную взрывчатку и её производство» (англ. US Patent 2253: For improvements in smokeless explosives or colloids and process for making the same), в своих публикациях он воспроизводит выводы Д. Менделеева. 
И Россия, «по извечной своей традиции», в Первую мировую войну в огромном количестве покупала этот порох в Америке, а изобретателями до сих пор указываются моряки — лейтенант Д. Бернаду и капитан Дж. Конверс (англ. George Albert Converse).